# Sasia abnormis
El carpinterito malayo (Sasia abnormis) es una especie de ave piciforme de la familia Picidae que habita en el sudeste asiático. 

## Descripción
Es un pájaro muy pequeño con alas cortas y una cola casi inexistente, que mide entre 8 y 10 cm (3 a 4 pulgadas) de longitud. La parte superior es generalmente verde con tonos bronceados, y la parte inferior anaranjada o canela, con flancos más claros. El macho tiene una mancha amarilla o dorada en la frente, mientras que la hembra tiene una mancha bronceada.

## Distribución y hábitat
Se encuentra en bosques húmedos tropicales de la península malaya, Borneo, Sumatra y Java, distribuido por el sur de Birmania y Tailandia, Indonesia, Malasia, y Brunéi. 